# 駒止バイパス
駒止バイパス（こまどバイパス）は、福島県南会津郡南会津町にある国道289号のバイパス道路である。

## 概要

### 路線データ
- 起点：福島県南会津郡南会津町東字駒止
- 終点：福島県南会津郡南会津町針生字駒止
- 延長：11.7km
- 車線：2車線
- 幅員：6.0m - 8.0m
- 最急勾配：8%

### 概要の詳細
かつての旧道は、標高1,130mの駒止峠を越えていたが、道幅も狭く、急カーブや急勾配が連続する上に、豪雪地帯であるため冬期間は除雪が追いつかず、交通が途絶えてしまう状況であった。
そこで、冬期間でも安全に峠を越えることができるように、延長2,010mの駒止トンネルをはじめとする、バイパスが計画された。国道指定の翌年である1971年に工事が開始され、1975年に駒止トンネルの工事に着工。1982年11月に開通した。　

## 特徴
登坂車線が設けられているものの、バイパスにしては勾配が若干急である。これは計画当時はスタッドレスタイヤはまだ発売されておらず、スパイクタイヤが普及していた時代の名残と考えられる。
バイパスの完成により、旧道は町道に降格された。特に集落の中を走る道路は生活道路として、地元の人々に利用されている。しかし、現在でも駒止峠や、駒止湿原へのアクセスには、この旧道が使われている。
駒止トンネルの西側入口に続く、戸板山スノーシェッドは、バイパス開通後しばらく経ってから設置された。